# Adoretus trichostigma
Adoretus trichostigma är en skalbaggsart som beskrevs av Ohaus 1914. Adoretus trichostigma ingår i släktet Adoretus och familjen Rutelidae. Inga underarter finns listade i Catalogue of Life.